# Argilloecia castanea
Argilloecia castanea is een mosselkreeftjessoort uit de familie van de Pontocyprididae. De wetenschappelijke naam van de soort is voor het eerst geldig gepubliceerd in 1988 door Hartmann.